# Poti
Poti (en georgiano: ფოთი; en megreliano: ფუთი, romanizado: Puti) es una ciudad de Georgia ubicada en el suroeste de la región de Mingrelia-Alta Esvanetia, siendo administrada autónomamente. La ciudad se ha convertido en una importante ciudad portuaria y centro industrial desde principios del siglo XX. También alberga una base naval principal y el cuartel general de la Armada de Georgia.

## Toponimia
El nombre Poti está vinculado a Fasis, pero la etimología es motivo de controversia entre los eruditos. Fasis (en griego: Φάσις) se registra por primera vez en la Teogonía de Hesíodo (c. 700 a. C.) como el nombre del río, no de una ciudad. Desde que Erich Diehl, 1938, sugirió por primera vez un origen no helénico del nombre y afirmó que Fasis podría haber sido un derivado de un hidrónimo local, se han propuesto varias explicaciones que vinculan el nombre con el protogeorgiano-zan Poti, el esvano Pasid, e incluso a una palabra semítica, que significa "un río de oro".

## Geografía
Poti está situada en la costa este del mar Negro y sirve como uno de los dos puertos georgianos en ese mar. Cerca de la ciudad está la desembocadura pantanosa del río Rioni, que forma el Parque Nacional de Kojeti.

### Clima
El clima de la ciudad es subtropical húmedo con inviernos frescos y veranos cálidos. La temperatura media anual es de 14,3 °C, 5,6 °C en enero y 22,8 °C en julio. La precipitación media anual es de 1.685 mm.
| Parámetros climáticos promedio de Poti (1981-2010) | Parámetros climáticos promedio de Poti (1981-2010) | Parámetros climáticos promedio de Poti (1981-2010) | Parámetros climáticos promedio de Poti (1981-2010) | Parámetros climáticos promedio de Poti (1981-2010) | Parámetros climáticos promedio de Poti (1981-2010) | Parámetros climáticos promedio de Poti (1981-2010) | Parámetros climáticos promedio de Poti (1981-2010) | Parámetros climáticos promedio de Poti (1981-2010) | Parámetros climáticos promedio de Poti (1981-2010) | Parámetros climáticos promedio de Poti (1981-2010) | Parámetros climáticos promedio de Poti (1981-2010) | Parámetros climáticos promedio de Poti (1981-2010) | Parámetros climáticos promedio de Poti (1981-2010) |
| Mes                                                | Ene.                                               | Feb.                                               | Mar.                                               | Abr.                                               | May.                                               | Jun.                                               | Jul.                                               | Ago.                                               | Sep.                                               | Oct.                                               | Nov.                                               | Dic.                                               | Anual                                              |
| -------------------------------------------------- | -------------------------------------------------- | -------------------------------------------------- | -------------------------------------------------- | -------------------------------------------------- | -------------------------------------------------- | -------------------------------------------------- | -------------------------------------------------- | -------------------------------------------------- | -------------------------------------------------- | -------------------------------------------------- | -------------------------------------------------- | -------------------------------------------------- | -------------------------------------------------- |
| Temp. máx. abs. (°C)                               | 21.4                                               | 23.4                                               | 28.7                                               | 34.4                                               | 39.9                                               | 35.9                                               | 45.2                                               | 37.4                                               | 38.3                                               | 33.6                                               | 27.3                                               | 24.5                                               | 45.2                                               |
| Temp. máx. media (°C)                              | 10.3                                               | 10.9                                               | 13.8                                               | 18.5                                               | 21.5                                               | 25.1                                               | 27.3                                               | 27.8                                               | 25.3                                               | 21.5                                               | 16.2                                               | 12.3                                               | 19.3                                               |
| Temp. media (°C)                                   | 6.2                                                | 6.4                                                | 8.8                                                | 12.7                                               | 16.4                                               | 20.7                                               | 23.5                                               | 23.8                                               | 20.4                                               | 16.4                                               | 11.4                                               | 8.1                                                | 14.7                                               |
| Temp. mín. media (°C)                              | 3.4                                                | 3.4                                                | 5.5                                                | 9.0                                                | 12.8                                               | 17.2                                               | 20.3                                               | 20.4                                               | 16.6                                               | 12.7                                               | 8.0                                                | 5.1                                                | 11.3                                               |
| Temp. mín. abs. (°C)                               | -6.2                                               | -10.0                                              | -6.8                                               | -1.0                                               | 3.5                                                | 9.0                                                | 13.4                                               | 12.2                                               | 8.0                                                | 2.7                                                | 0.0                                                | -4.7                                               | -10.0                                              |
| Precipitación total (mm)                           | 155.0                                              | 126.9                                              | 121.6                                              | 81.7                                               | 87.4                                               | 160.4                                              | 214.6                                              | 241.5                                              | 262.0                                              | 232.0                                              | 183.8                                              | 156.0                                              | 2040.0                                             |
| Fuente: World Meteorological Organization          |                                                    |                                                    |                                                    |                                                    |                                                    |                                                    |                                                    |                                                    |                                                    |                                                    |                                                    |                                                    |                                                    |

## Historia

### Edad Antigua y Media
Se ha sugerido que Poti está construida en el lugar donde en la Antigüedad se ubicaba una colonia griega del siglo VII a. C. que tenía el nombre de Fasis y fue establecida por los colonos de Mileto dirigidos por un tal Temistágoras. La leyenda griega sobre el vellocino de oro (que relaciona a los Argonautas, a Jasón y Medea) situaba el lugar donde el rey Eetes gobernaba el país de Cólquida en la desembocadura del río Fasis, donde las fuentes mencionan que se ubicaba esta antigua colonia griega. Después de muchos años de incertidumbre y debate académico, el sitio de este asentamiento ahora parece estar establecido, gracias a la arqueología subacuática en condiciones difíciles. Aparentemente, el lago que el bien informado autor griego antiguo Estrabón informó que limitaba un lado de Fasis ahora lo ha engullido, o parte de él. Fasis parece haber sido un importante centro de comercio y cultura en Cólquida durante todo el período clásico. La sección a lo largo del río Fasis era un componente vital de la supuesta ruta comercial desde la India hasta el mar Negro, atestiguada por Estrabón y Plinio.
Entre los siglos VI y II a. C., la ciudad tuvo un papel activo en estos contactos. Durante la tercera guerra mitridática, Fasis quedó bajo control romano. Fue donde el comandante en jefe romano Pompeyo, después de cruzar a Cólquida desde Iberia, se reunió con el legado Servilio, el almirante de su flota Euxina en el 65 a. C. Después de la introducción del cristianismo, Fasis fue la sede de una diócesis griega, uno de cuyos obispos, Ciro, se convirtió en patriarca de Alejandría entre 630 y 641 d. C. Durante la guerra lázica entre los imperios romano oriental y sasánida (542-562), Fasis fue atacada, sin éxito, por soldados iraníes.
En el siglo VIII, el nombre Poti entró en fuentes escritas georgianas. Siguió siendo un lugar de comercio marítimo dentro del reino de Georgia y los viajeros europeos medievales lo conocían como Fasso. En el siglo XIV, los genoveses establecieron una fábrica comercial, que resultó ser de corta duración.

### Edad Moderna
En 1578, Poti fue conquistada por el Imperio otomano. Los turcos, que conocían la ciudad como Faş, la fortificaron fuertemente y la convirtieron en uno de sus puestos de avanzada del Cáucaso, que también albergaba un gran mercado de esclavos. Un ejército combinado de los príncipes georgianos occidentales recuperó Poti en 1640, pero la ciudad volvió a caer bajo el dominio otomano en 1723. Las fuerzas ruso-georgianas hicieron otro intento inútil de desposeer a los otomanos de Poti en 1770 y 1771. 

### Edad Contemporánea
Una vez que Rusia tomó el control de la mayoría de las principales tierras georgianas en el siglo XIX, volvió a intentar para desalojar a la guarnición turca de Poti y logró hacerlo con la ayuda de auxiliares georgianos bajo el mando de Nino, princesa de Mingrelia en 1809, pero fue obligado a devolver la fortaleza a los otomanos en el tratado de Bucarest. La siguiente guerra ruso-turca resultó en la captura de Poti por parte de Rusia en 1828. La ciudad estaba subordinada a la gobernación de Kutaisi y se le otorgó el estatus de ciudad portuaria en 1858. El puerto marítimo fue reconstruido entre 1863 y 1905. En 1872, la ciudad se convirtió en la terminal del ferrocarril del Cáucaso, desde donde la línea conducía directamente a Tiflis.
Poti creció particularmente en tamaño e importancia durante la alcaldía de Niko Nikoladze entre 1894 y 1912. Considerado como el padre fundador de Poti moderno, Nikoladze presidió una serie de proyectos de modernización y construcción, incluyendo un teatro, una gran catedral, dos gimnasios, una central eléctrica, una refinería de petróleo, etc. Para 1900, Poti se había convertido en uno de los principales puertos del Mar Negro y exportaba la mayor parte del manganeso y el carbón de Georgia. Durante la revolución rusa de 1905, Poti se convirtió en escenario de huelgas de trabajadores y barricadas en diciembre de 1905. Al comienzo de la Primera Guerra Mundial, el 7 de noviembre de 1914, el otomano SMS Breslau apareció frente al puerto de Poti y sometió los ferroviarios a un bombardeo que duró tres cuartos de hora, sin resultados directos.
Durante un breve período de independencia en 1918-1921, Poti fue la principal ventana de Georgia a Europa, y también sirvió como puerta de entrada para las sucesivas fuerzas expedicionarias alemanas y británicas. El 28 de mayo de 1918, se firmó en Poti un tratado preliminar de alianza germano-georgiano. El 14 de marzo de 1921, Poti fue ocupada por el Ejército Rojo de la Rusia soviética que instalaron un gobierno soviético en Georgia. Durante la era soviética, Poti conservó su función principal como puerto marítimo y la ciudad se industrializó y militarizó aún más.
Durante la guerra ruso-georgiana de 2008, aviones de combate rusos atacaron el puerto. Aunque se declaró un alto el fuego el 12 de agosto, las tropas rusas continuaron ocupando los alrededores de la ciudad hasta ser retiradas al mes siguiente.

## Demografía
La evolución demográfica de Poti entre 1959 y 2021 fue la siguiente:
| 25 464                                          | 42 068 | 47 149 | 41 465 | 41 540 |
| (Fuente: Population of Georgia in Soviet times) |        |        |        |        |

Su población era de 41.465 en 2014, con el 97% de la población son georgianos.
|                   | 1939      | 1939       | 1959      | 1959       | 2002      | 2002       | 2014      | 2014       |
| Grupo étnico      | Población | Porcentaje | Población | Porcentaje | Población | Porcentaje | Población | Porcentaje |
| ----------------- | --------- | ---------- | --------- | ---------- | --------- | ---------- | --------- | ---------- |
| Georgianos        | 15 895    | 62,4%      | 24 146    | 57,4%      | 44 414    | 94,20%     | 40 446    | 97,54%     |
| Rusos             | 8070      | 31,7%      | 12 550    | 29,8%      | 1884      | 4,00%      | 604       | 1,46%      |
| Ucranianos        | 8070      | 31,7%      | 2326      | 5,5%       | 265       | 0,56%      | 143       | 0,34%      |
| Armenios          | 312       | 1,2%       | 520       | 1,2%       | 194       | 0,41%      | 65        | 0,16%      |
| Azeríes           | 3         | 0,1%       | 26        | 0,1%       | 43        | 0,09%      | 40        | 0,10%      |
| Griegos           | 123       | 0,5%       | 147       | 0,3%       | 53        | 0,11%      | 28        | 0,07%      |
| Osetios           | 15        | 0,1%       | 107       | 0,3%       | 62        | 0,13%      | 23        | 0,05%      |
| Judíos            | 477       | 1,9%       | 254       | 0,6%       | -         | -          | 9         | 0,02%      |
| Loms              | -         | -          | -         | -          | -         | -          | 32        | 0,08%      |
| Abjasios          | -         | -          | -         | -          | 27        | 0,06%      | 6         | 0,01%      |
| Asirios           | 2         | 0,1%       | -         | -          | -         | -          | 2         | 0,01%      |
| Yazidíes          | -         | -          | -         | -          | 2         | 0,01%      | -         | -          |
| Kurdos            | -         | -          | 2         | 0,1%       | -         | -          | -         | -          |
| Tártaros          | 118       | 0,5%       | -         | -          | -         | -          | -         | -          |
| Alemanes          | 69        | 0,3%       | -         | -          | -         | -          | -         | -          |
| Lezguinos         | 4         | 0,1%       | -         | -          | -         | -          | -         | -          |
| Chechenos y kists | 1         | 0,1%       | -         | -          | -         | -          | -         | -          |
| Total             | 25 464    | 100%       | 42 068    | 100%       | 47 149    | 100%       | 41 465    | 100%       |

## División administrativa
Poti se divide en cuatro municipalidades: centro, Nabada, Isla y Maltakva, conocida por su capacidad turística, y por sus importantes eventos deportivos.

## Política
La asamblea municipal de Poti (en georgiano: ფოთის საკრებულო) es un órgano representativo en Poti, que consta de 35 miembros que se eligen cada cuatro años. La última elección se llevó a cabo en octubre de 2021 y la ganó Beka Vacharadze del Sueño georgiano en la segunda ronda, frente al Movimiento Nacional Unido.
| Partido político | Partido político                    | 2017 | 2021 |
| ---------------- | ----------------------------------- | ---- | ---- |
|                  | Sueño georgiano                     | 18   | 20   |
|                  | Movimiento Nacional Unido           | 2    | 11   |
|                  | Para Georgia                        |      | 4    |
|                  | Georgia Europea                     | 2    |      |
|                  | Alianza de los Patriotas de Georgia | 1    |      |
|                  | Partido Laborista Georgiano         | 1    |      |
|                  | Movimiento de Desarrollo            | 1    |      |
| Total            | Total                               | 25   | 35   |

## Economía
Las industrias de servicios y alimentos representan los sectores más importantes de la economía. El puerto marítimo de Poti (7,7 millones de toneladas al año) está operativo. El ferrocarril a Tiflis hace de este un puerto más útil que el puerto natural de Batumi. Además Armenia, que no tiene su propio acceso al mar, tiene gran parte del comercio hacia y desde el puerto de Poti y el ferrocarril de Georgia.
En abril de 2008, Georgia vendió una participación del 51% del puerto de Poti a la Autoridad de Inversiones del emirato de Ras Al Jaima de los Emiratos Árabes Unidos para desarrollar una zona industrial libre (FIZ) en una concesión de gestión de 49 años y gestionar una nueva terminal portuaria. La creación de una nueva FIZ fue inaugurada oficialmente por el presidente de Georgia Mijeíl Saakashvili el 15 de abril de 2008.

## Infraestructura

### Comunicaciones
Durante el mes de julio de 2008, se colocó un cable de comunicaciones submarino de larga distancia que se extiende desde Varna (Bulgaria) a través del mar Negro hasta Poti (Georgia), a bordo del barco de cable estadounidense CS Tyco Decisive, solo un par de semanas antes de la guerra ruso-georgiana. Este sistema de cable será el primer sistema de fibra óptica de propiedad privada de Georgia para los ciudadanos de Georgia.

### Educación
Hay una academia de arte en Poti.

### Militar
La base naval de Poti fue organizada por el gobierno soviético en julio de 1941, un mes después de la invasión alemana durante la Segunda Guerra Mundial. La base operaba, comandada por el general de división Mijáil Kumanin, como parte de la flota del mar Negro e incluía dos divisiones de submarinos, una división de torpederos, una división de botes de la guardia costera, dos dragaminas, cuatro baterías costeras y seis de misiles, etc. Después de que el alemán captura de Sebastopol y Novorossíisk en 1942, se transfirieron varios destructores para que tuvieran su base en Poti que, junto con Batumi, funcionó como un puerto secundario en las campañas del Mar Negro (1941-1944). A principios de la década de 1990, la base de Poti había albergado varias unidades más pequeñas de la flota soviética del Mar Negro, pero prácticamente desapareció después de la disolución de la Unión Soviética. En diciembre de 1992, Rusia retiró todas sus embarcaciones y municiones de la base naval de Poti, pero un comandante de etnia georgiana de un barco de desembarco se negó a obedecer la orden de Moscú y exhibió una bandera georgiana. Casi al mismo tiempo, el gobierno georgiano creó una brigada naval (compuesta por varios barcos, un batallón de infantería de marina, una división de artillería y un destacamento de comunicaciones) y desde entonces, la brigada se ha ampliado y reequipado con la ayuda de los Estados miembros de la OTAN. El 9 de octubre de 1993, una Georgia devastada por la guerra tuvo que legalizar la presencia militar rusa en el país. En septiembre de 1998, el personal militar ruso se retiró de Poti a la base rusa en Batumi en virtud de un acuerdo ruso-georgiano firmado a principios de ese año.
Actualmente, Poti es una instalación militar asignada a varias de las unidades de Georgia. Estos son el cuartel general y la base principal de la armada de Georgia, una base de apoyo logístico naval principal, una estación de un escuadrón naval y cuarteles para un batallón de infantería ligera separado de las Fuerzas Armadas de Georgia.

### Transporte
Poti es el comienzo de la ruta europea E-70, que conecta Poti con La Coruña (España).
El puerto y la ciudad son el punto de partida occidental de la línea ferroviaria Poti-Bakú, la línea ferroviaria más antigua de Georgia, a través de la cual el petróleo crudo y los productos derivados del petróleo de Azerbaiyán en particular llegan a Poti para su envío.
En noviembre de 2009, había planes para una ruta de ferry Kerch-Poti.

## Cultura

### Deportes
El equipo de la ciudad es el FC Koljeti-1913 Poti, que forma parte de la Erovnuli Liga y juega sus partidos como local en el estadio Fazisi. 

## Personas ilustres
- David Tsimakuridze (1925-2006): deportista soviético georgiano que fue campeón olímpico en Helsinki 1952 en lucha libre.
- Nana Alexandria (1949): Gran Maestra de ajedrez georgiana, ganadora del Campeonato femenino de ajedrez de la Unión Soviética tres veces.
- Viktor Kratasiuk (1949-2003): piragüísta soviético georgiano que ganó una medalla de oro en los Juegos Olímpicos de Múnich 1972.
- Davit Gabunia (1982): dramaturgo, novelista y traductor georgiano.

## Galería

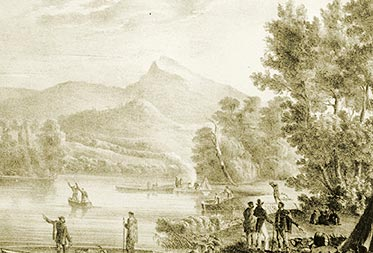
Vista del río Fasis en el siglo XIX
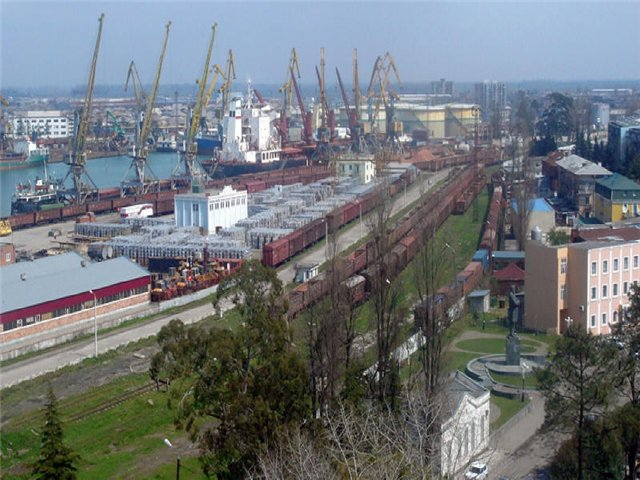
Puerto de Poti

## Ciudades hermanadas
Poti está hermanada con las siguientes ciudades:
- Aktau, Kazajistán.
- Burgas, Bulgaria.
- Shanwei, China.
- Lárnaca, Chipre.
- LaGrange, Georgia, Estados Unidos.
- Nafplio, Grecia.
- Kiryat Yam, Israel.
- Östhammar, Suecia.
- Berdiansk y Chornomorsk y Sebastopol, Ucrania.